# メオルト
メオルト （Méaulte）は、フランス、オー＝ド＝フランス地域圏、ソンム県のコミューン。第二次世界大戦後まで、フランス航空産業の一大中心地だった。

## 地理
コミューンの土壌は、台地と低い谷底はほとんどが粘土質である。下層土は尾根で露出する石灰岩で、沖積層によって形成されたラ・サブロニエールという渓谷には、砂地がある。ボワ・ヴィオと呼ばれる場所では粘土が見つかる。
コミューンの起伏は、南が台地で、中央が渓谷のあるメオルト集落である。メオルトでは、アンクル川とその支流ラ・フォッセ川（古い名はフォッセ・ダルエーズ川）が交差している。
コミューンとしてのメオルトは、アルベールの人口集積地の一部である。メオルトの村は、第一次世界大戦中に完全に破壊された。戦間期に再建された。1960年代から1980年代に建設された住宅団地は都市構造を拡大した。

## 由来
古い文献でメオルトを特定するつづりが見つかる。Méalthe (1201年)、Miaula (1214年)、Miaute (1289年)、 Mehaulte、Méaute、Melteである。
地元の伝承によれば、Méaulteは『水の真ん中に配置された』を意味する。これは、村の北西部を囲んでいたラ・フォッセ川からアンクル川に流れ込んだアルエーズの流れを意味する。我々がロマンス諸語で出会うmelteという言葉は、司法の管轄権が及んだ土地を意味する。

## 歴史
近代、メオルトの村には重要な事実がない。1736年、村の領主はパンティエーヴル公爵であった。
フランス革命のさなか、メオルトの教区司祭ドゥラポルトは聖職者民事基本法を宣誓した。彼は1792年にコミューンの首長に選ばれた。
メオルトは、第一次世界大戦でひどい被害を受け、1920年にクロワ・ド・ゲール勲章を授かった · 。村は戦間期に再建された。

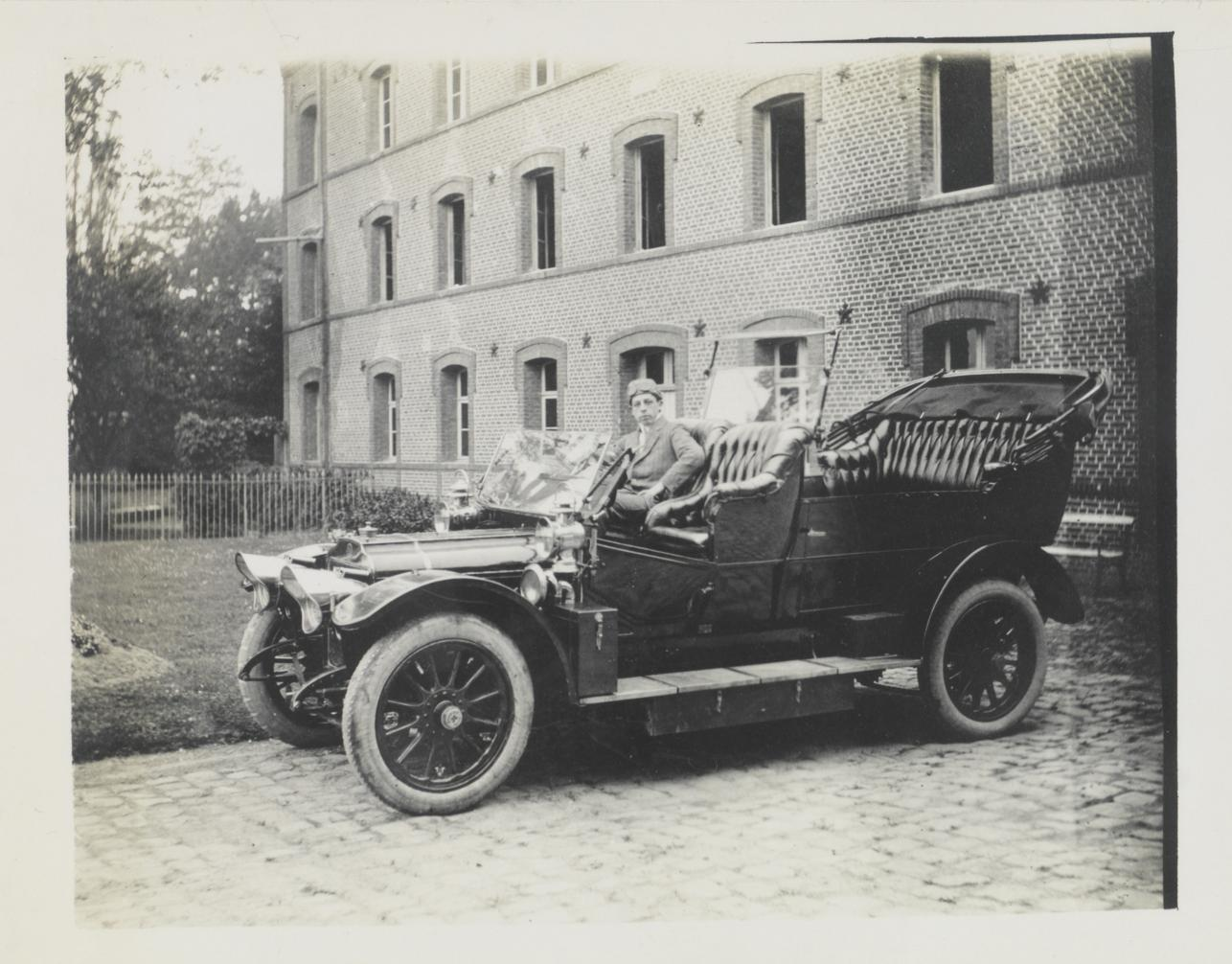
メオルト城館前のコンバーチブル車、 フランス国立中央文書館蔵
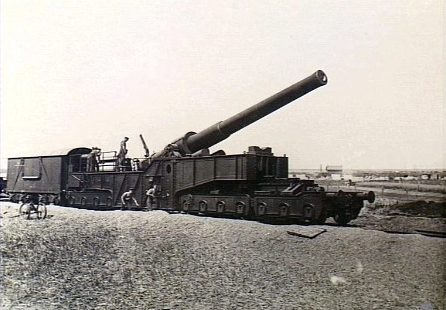
アームストロング・ホイットワース製列車砲、1916年頃、メオルトで撮影

メオルトはまた、第二次世界大戦開始時、フランスの戦いで1940年5月10日に爆撃された。
メオルトはフランスの航空産業発祥の地の1つである。メオルト出身のアンリ・ポテ（fr）は、1924年に飛行機を製造するポテ社の工場を設立した。当時、それは世界で最も近代的な航空機工場だった。その後工場は、人民戦線政府によって戦略産業として国有化され、以降もポテ社が管理するSNCAN（北部航空機製造公社）と合併した。戦後にノール・アビアシオンとなり、メオルトの工場は最新の飛行機（ノール 3202）を生産し、国の航空プログラム用航空機部品（ミラージュIII翼、コンコルドの部品）の生産を開始した。継続された事業統合により、航空機工場はノール・アビアシオン、次いでアエロスパシアル、アエロリア（エアバス子会社）が所有した。2015年以降、工場はステリア・アエロスパス社（fr）に統合された。

## 人口統計
2017年時点のコミューンの人口は1254人で、2012年当時の人口より4.42%減少した
| 1962年 | 1968年 | 1975年 | 1982年 | 1990年 | 1999年 | 2005年 | 2010年 | 2017年 |
| ------ | ------ | ------ | ------ | ------ | ------ | ------ | ------ | ------ |
| 1016   | 1048   | 1022   | 1074   | 1259   | 1254   | 1309   | 1318   | 1254   |

参照元:1962年から1999年までは複数コミューンに住所登録をする者の重複分を除いたもの。それ以降は当該コミューンの人口統計によるもの。1999年までEHESS/Cassini、2006年以降INSEE

## 経済
ステリア・アエロスパスの一部であるメオルトの航空機工場は、地域圏の真の経済上産業上の肺である。ステリア・アエロスパスは航空機メーカーと航空会社にグローバル・ソリューションを提供しており、2015年1月1日にアエロリアとソジェルマが合併して誕生した。
ステリア・アエロスパスはプレミアム・クラスの航空機構造で機長席と副機長席を設計・製造する。2016年の売上高は21億ユーロで、同社は航空分野のメイン企業に数えられる。ステリア・アエロスパスはエアバスの全額出資子会社で、エアバス、ボーイング、ボンバルディア、エンブラエル、アグスタウェストランド、ダッソー、シンガポール航空、エティハド航空、タイ航空といった航空会社が顧客である。

## 史跡
- サン・レジェ教会[13] - 第一次世界大戦で破壊され、戦後に再建[14]。
- ヴィヴィエのマノワール - 1927年から1937年にかけ建設され、ポテ社創業者アンリ・ポテがかつて所有。私有のため公開されていない。歴史的記念物[15][16]